# حصار قارص
حصار قارص (بالإنجليزية: Siege of Kars، وبالتركية الحديثة: Kars Kuşatması، وبالروسية: Осада Карса) هو آخر عملية حربية كبرى جرت أثناء حرب القرم، حيث أصدر القيصر ألكسندر الثاني أوامره إلى الجنرال نيكولاي مورافيوف بمهاجمة مصالح الدولة العثمانية في آسيا الصغرى، آملًا في تخفيف الضغط على القوات المدافعة عن سيفاستوبول. وقد تمكن مورافيوف من توحيد وحدات عسكرية مختلفة تحت قيادته وكوّن منها فيلقًا قويًا من 25,725 و96 مدفعًا خفيفًا، وقرر مهاجمة قارص، أهم المعاقل الحصينة في شرق الأناضول.

## سير الأحداث

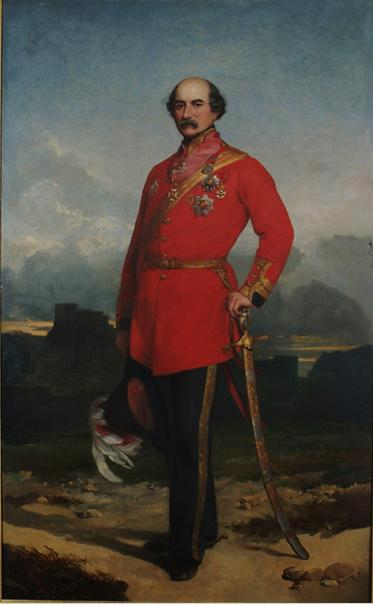
السير ويليام ويليامز، قائد القوات العثمانية أثناء حصار قارص

في أواخر سنة 1854، أُرسل الجنرال البريطاني ويليام فينويك ويليامز لاستجلاء الموقف في قارص وإبلاغ القائد الأعلى البريطاني في حرب القرم اللورد رغلان شخصيًا به. وقد وجد ويليامز المدينة في حالة يُرثى لها، وكانت القوات العثمانية تضم العديد من المجندين الجدد، ولم يتقاضَ الجنود رواتبهم لعدة أشهر، وكان كثير منهم يحملون أسلحة عتيقة، كما كانت المدينة تفتقر إلى الخدمات المساندة كالمستشفيات، وكان العديد من الضباط العثمانيين الكبار غائبين ويقيمون في الآستانة، وكانت المعنويات منخفضة، ومعدلات الهروب من الجندية مرتفعة.
رُوّع ويليامز بفداحة الموقع، فتولى القيادة مع العديد من الضباط الأجانب، وسارع في إرساء الانضباط وتدريب الجنود وتعزيز دفاعات المدينة، حتى كان تحت قيادته بحلول ربيع 1855 سبعة عشر ألف جندي على أتم الاستعداد للدفاع عن قارص.
تمكنت الحامية العثمانية بقيادة ويليامز من صد موجة الهجوم الأولى، غير أن هجوم مورافيوف الثاني نجح في زحزحة العثمانيين عن مواقعهم واحتلال الطريق الرئيسي والمرتفعات المشرفة على المدينة، لكن العثمانيين لم يلبثوا أن استعادوا عافيتهم وباغتوا الروس، الذين اضطروا في مواجهة تلك المقاومة الضارية إلى تغيير تكتيهم وضربوا على المدينة حصارًا دام حتى أواخر نوفمبر.
وعندما بلغت أنباء الهجوم القائد العثماني إكرام عمر باشا، طلب تحريك قوات عثمانية من مواقعها في حصار سيفاستوبول ونقلها إلى آسيا الصغرى بهدف إنجاد قارص، وبعد عراقيل كثيرة ـ وضع معظمها لويس-نابليون بونابرت (نابليون الثالث)، غادر إكرام عمر باشا القرم إلى سوخومي في 6 سبتمبر على رأس جيش من 45 ألف جندي.
دفع وصول إكرام عمر باشا إلى ساحل البحر الأسود شمال قارص غريمه مورافيوف إلى شن هجوم ثالث على القوات العثمانية المدافعة عن المدينة، والتي كانت على شفا المجاعة، وفي 29 سبتمبر، قام الروس بهجوم عام مستميت على قارص دام سبع ساعات، غير أن القوات العثمانية المدافعة عن المدينة نجحت في صدهم. وقد ظل الجنرال ويليامز رغم ذلك محصورًا؛ إذ لم يصل إكرام عمر باشا إلى المدينة قط، بل تخلى عن فكرة إنجاد الحامية وأقحم قواته في حرب طويلة في مينغريليا انتهت باحتلاله سوخومي، بينما كانت المؤن في قارص المحاصرة تنفد وخطوط الإمداد تنقطع.
في أواخر أكتوبر جعلت غزارة تساقط الجليد تحصين العثمانيين لمدينة قارص أمرًا غير عملي، وأُنزل جيش عثماني آخر بقيادة سليم باشا (ابن إكرام عمر باشا) في مدينة طرابزون القديمة، وسار ذلك الجيش جنوبًا صوب أرضروم لمنع توغل الروس في الأناضول، وقد أرسل الروس المرابطون أمام قارص قوة صغيرة لإعاقة تقدم هذا الجيش، فألحقت هذه القوة الهزيمة بالعثمانيين عند نهر إنغور في 6 نوفمبر.

## نهاية الحصار
عجزت حامية قارص عن تحمل المزيد من مشاق الشتاء تحت الحصار، فاستسلمت للجنرال مورافيوف في 28 نوفمبر 1855، وقد منح القيصر الجنرال مورافيوف الحق في إضافة كلمة «كارسكي» إلى اسم عائلته تخليدًا لدوره في احتلال الحصن. وعندما دخل الروس المدينة، «سرعان ما رُوّع الروس حين اكتشفوا حشودًا من الرجال كانوا أضعف من أن يُجلوا، وكثير منهم يعاني سكرات الموت». ظل ويليامز ـ رغم انعدام المدد من الآستانة ـ مخلصًا لقواته التركية، وقال فيما بعد «لقد ماتوا في مواقعهم وخيامهم وفي كل أنحاء المعسكر، كما ينبغي لرجال بواسل متمسكين بواجبهم أمام بارقة لا تكاد تُذكر من الأمل في إنقاذ مكان عُهد إليهم به».